# Districtul Lao Suea Kok
Lao Suea Kok (în thailandeză เหล่าเสือโก้ก) este un district (Amphoe) din provincia Ubon Ratchathani, Thailanda, cu o populație de 25.767 de locuitori și o suprafață de 284,0 km².

## Componență
Districtul este subdivizat în 4 subdistricte (tambon), care sunt subdivizate în 53 de sate (muban).
| Nr. | Nume         | În thailandeză | Sate | Locuitori |  |
| --- | ------------ | -------------- | ---- | --------- |  |
| 1.  | Lao Suea Kok | เหล่าเสือโก้ก     | 10   | 7,372     |  |
| 2.  | Phon Mueang  | โพนเมือง        | 17   | 6,891     |  |
| 3.  | Phaeng Yai   | แพงใหญ่         | 13   | 4,544     |  |
| 4.  | Nong Bok     | หนองบก         | 13   | 6,960     |  |